# ارين سميث (مغني)
ارين سميث (بالإنجليزية: Warren Smith)‏ هو مغني وكاتب أغاني أمريكي، ولد في 7 فبراير 1932 في مقاطعة هامفريس في الولايات المتحدة، وتوفي في 30 يناير 1980 بسبب نوبة قلبية.

## وصلات خارجية
- ارين سميث على موقع ميوزك برينز (الإنجليزية)
- ارين سميث على موقع أول ميوزيك (الإنجليزية)
- ارين سميث على موقع ديسكوغز (الإنجليزية)